# Dariusz Jażdżyk
Dariusz Jażdżyk, także שׂמחה טאַוב (pol. Simche Taub) (ps. „Joystick”) (ur. 14 listopada 1973) – polski net artysta, projektant grafiki, webmaster i dziennikarz. Popularyzator języka jidysz.

## Życiorys
Studiował archeologię na Uniwersytecie Warszawskim oraz wiedzę o teatrze na Akademii Teatralnej w Warszawie. W roku 1999 ukończył Akademię Praktyk Teatralnych w Gardzienicach.
Współpracował m.in. z Teatrem AKT, Komuną Otwock i Ośrodkiem Praktyk Teatralnych „Gardzienice”. Wcześniej współpracował z Atari Magazynem. W 1993 organizował literacką listę dyskusyjną Epat. Wraz z Jarosławem Lipszycem prowadził blog ASCII wykorzystujący estetyczne aspekty standardowego liternictwa.
Swoje prace prezentował m.in. w formie projekcji zewnętrznej na elewacji wieżowca przy ul. Marszałkowskiej 76 w Warszawie, a ascii.blog.pl w 2003 zaprezentowano na wystawie Natarcie Netartu w Zachęcie oraz w 2005 na wystawie Fotoblog w ramach Międzynarodowego Festiwalu Fotografii w Łodzi.
Od 2006 roku edytuje na Wikisłowniku język jidysz. Jest autorem większości haseł w tym języku.
Współtwórca projektu jidisz lebt – powstałego jako rozszerzenie działań z Wikisłownika. Tworzy wspomagające przetwarzanie tekstów w jidysz oprogramowanie na wolnych licencjach.